# HD134305
HD134305 — хімічно пекулярна зоря спектрального класу A6, що має видиму зоряну величину в смузі V приблизно  7,2.
Вона  розташована на відстані близько 579,3 світлових років від Сонця.

## Пекулярний хімічний склад
Зоряна атмосфера HD134305 має підвищений вміст 
Cr
.